# یواس‌اس د گرس (ای‌کی-۲۲۳)
یواس‌اس د گرس (ای‌کی-۲۲۳) (به انگلیسی: USS De Grasse (AK-223)) یک کشتی بود که طول آن ۴۴۱ فوت ۶ اینچ (۱۳۴٫۵۷ متر) بود. این کشتی در سال ۱۹۴۳ ساخته شد.